# 국가정보원 스마트폰 해킹 사건
대한민국 국가정보원 스마트폰 해킹 사건은 대한민국 국가정보원이 이탈리아의 해킹업체 해킹팀(Hacking Team)으로부터 스마트폰 해킹 프로그램을 구입하여 활용한 사건이다.
2015년 7월에 이 사건이 드러났다.
7월 18일 아침 이 사건에 연루된 40대 남성 국정원 직원 한 명이 용인시의 야산에서 자살했다.

## 같이 보기
- 대한민국 국가정보원 여론 조작 사건
- 미림팀 불법 도감청 사건
- 국정원 불법 도청 사건
- 해킹
- 감청
- 도청
- 해킹팀